# Décarbonation des centrales thermiques

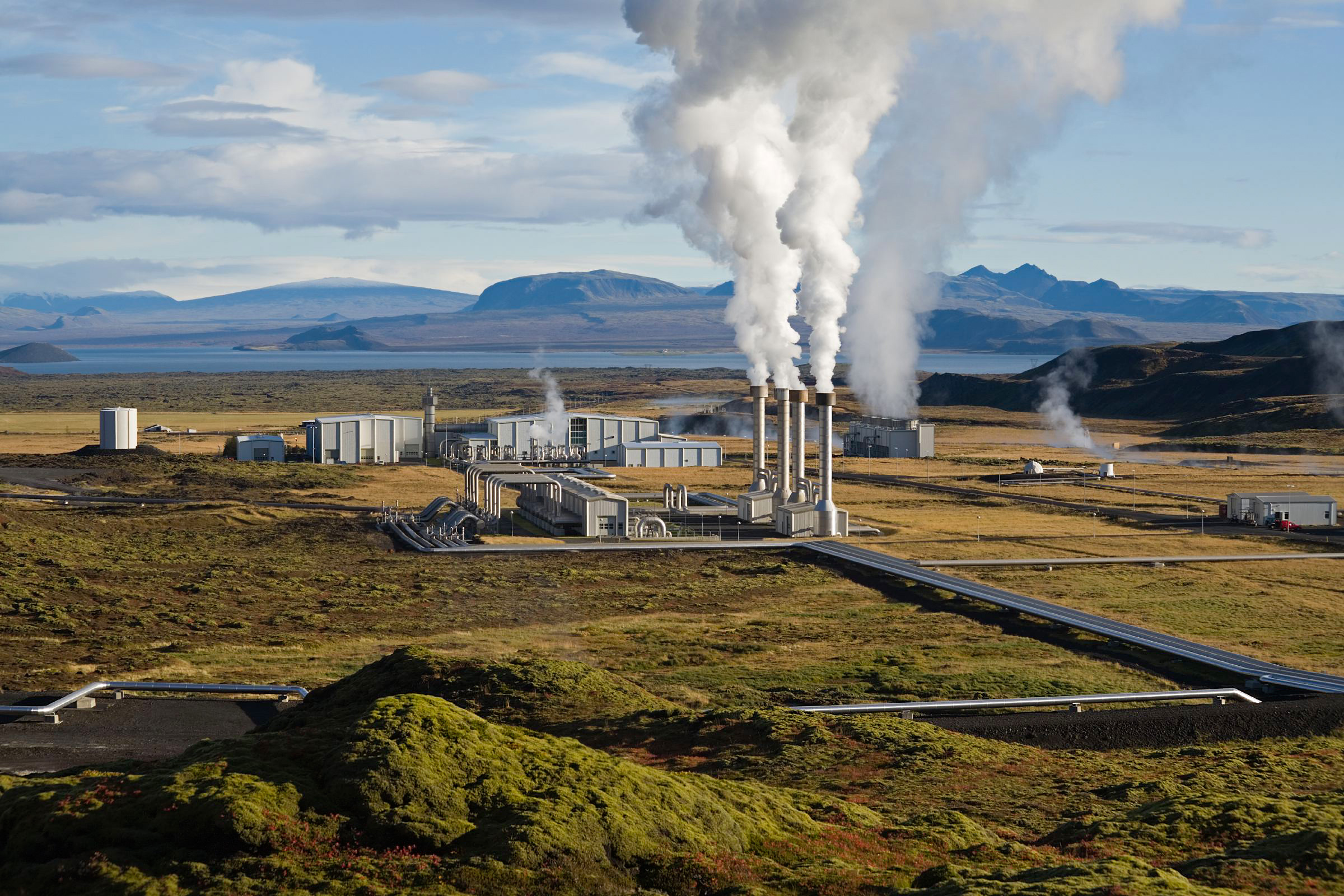
La centrale électrique géothermique de Nesjavellir, à Þingvellir, en Islande.

La décarbonation des centrales thermiques est un processus visant à réduire les émissions de gaz à effet de serre, principalement le dioxyde de carbone (CO2), émis par les centrales thermiques qui produisent de l'électricité à partir de combustibles fossiles. Ce processus peut être obtenu par l’amélioration de l’efficacité énergétique ainsi que par plusieurs technologies telles que la décarbonation des fumées ou captage en post-combustion, la décarbonation du combustible lui-même ou le captage en précombustion et des technologies dites « oxy-combustion » qui utilisent l’oxygène pur comme comburant et le CO2 lui-même comme fluide de travail.
La décarbonation des centrales thermiques est un enjeu majeur pour la transition énergétique, car les centrales thermiques sont responsables d’une grande partie des émissions de gaz à effet de serre dans le monde.

## Technologies

### Captage en post-combustion ou décarbonation des fumées
Le captage en post-combustion ou décarbonation des fumées sont des techniques de capture et de séquestration du dioxyde de carbone (CO2) émis par les centrales thermiques. Ces techniques consistent à traiter les effluents gazeux après la combustion dans l’air de combustibles, en utilisant un solvant liquide comme la monoéthanolamine pour capturer la fraction de CO2 des gaz de combustion.
La capture du CO2 en post-combustion est économiquement réalisable dans des conditions précises, c’est-à-dire avec un système fiscal incitatif (subvention, taxe carbone, etc.).

### Remplacements des centrales
EDF France propose diverses solutions pour réduire les émissions de CO2, notamment le remplacement des vieilles centrales thermiques au charbon par des centrales à vapeur supercritique ou des cycles combinés gaz. Le développement de la production combinée de chaleur et d’électricité (cogénération) est également essentiel.
En modernisant les centrales existantes, on peut améliorer leur rendement énergétique. Cela inclut l’optimisation de la combustion, la réduction des pertes de chaleur et l’amélioration de la conversion d’énergie en électricité.

### Amélioration de l’efficacité énergétique
Optimiser la combustion, réduire les pertes de chaleur et améliorer la conversion d’énergie en électricité peuvent réduire la quantité de combustible nécessaire et, par conséquent, les émissions de CO2.
Captage de CO2 assisté par contacteurs membranaires: Le projet AméliE CO2 (chez EDF) vise à concevoir une centrale thermique énergétiquement efficace en intégrant la réduction simultanée des émissions de CO2. Il utilise la méthode du cycle carbonate d’ammonium – bicarbonate d’ammonium assisté par contacteurs membranaires. Ces contacteurs membranaires confinent l’ammoniac en phase liquide tout en permettant l’absorption ou la désorption sélective du dioxyde de carbone. Ils élargissent les plages opératoires du procédé, permettant un taux de captage élevé sans perte significative d’ammoniac gazeux. Cette approche réduit les coûts énergétiques et simplifie la chaîne de traitement.
Les centrales thermiques produisent de la chaleur résiduelle qui peut être récupérée pour chauffer les bâtiments ou alimenter les processus industriels. Cela permet une utilisation plus efficace des ressources énergétiques et réduit les coûts associés.

### Capter le CO₂ produit par les centrales thermiques
Des recherches sur le captage et le stockage du CO₂ sont en cours d’expérimentation.

## Coûts
Le processus de décarbonisation industrielle vise à réduire les émissions de gaz à effet de serre de l'industrie. Une réduction des coûts à long terme, une amélioration de l'image de marque et une meilleure conformité aux réglementations environnementales sont quelques-uns des avantages pour les entreprises qui s'engagent dans cette transition.
Cependant, la décarbonisation peut également entraîner des coûts initiaux élevés pour les entreprises, tels que la formation du personnel et l'investissement dans de nouvelles technologies.
Il est important de noter que les avantages et les coûts de la décarbonisation industrielle peuvent varier en fonction de nombreux facteurs, notamment la taille de l'entreprise, le secteur d'activité, les réglementations locales et les politiques gouvernementales.
Enfin, la décarbonisation industrielle est un processus complexe qui nécessite une planification et une mise en œuvre efficaces afin de maximiser les avantages tout en réduisant les coûts,.